# Cyanolyca pumilo
La ghiandaia golanera (Cyanolyca pumilo (Strickland, 1849)) è un uccello passeriforme appartenente alla famiglia Corvidae.

## Etimologia
Il nome scientifico della specie, pumilo, deriva dal latino e significa "pigmeo", in riferimento alle piccole dimensioni di questi uccelli.

## Descrizione

### Dimensioni
Misura 25-28 cm di lunghezza, per 47 g di peso.

### Aspetto

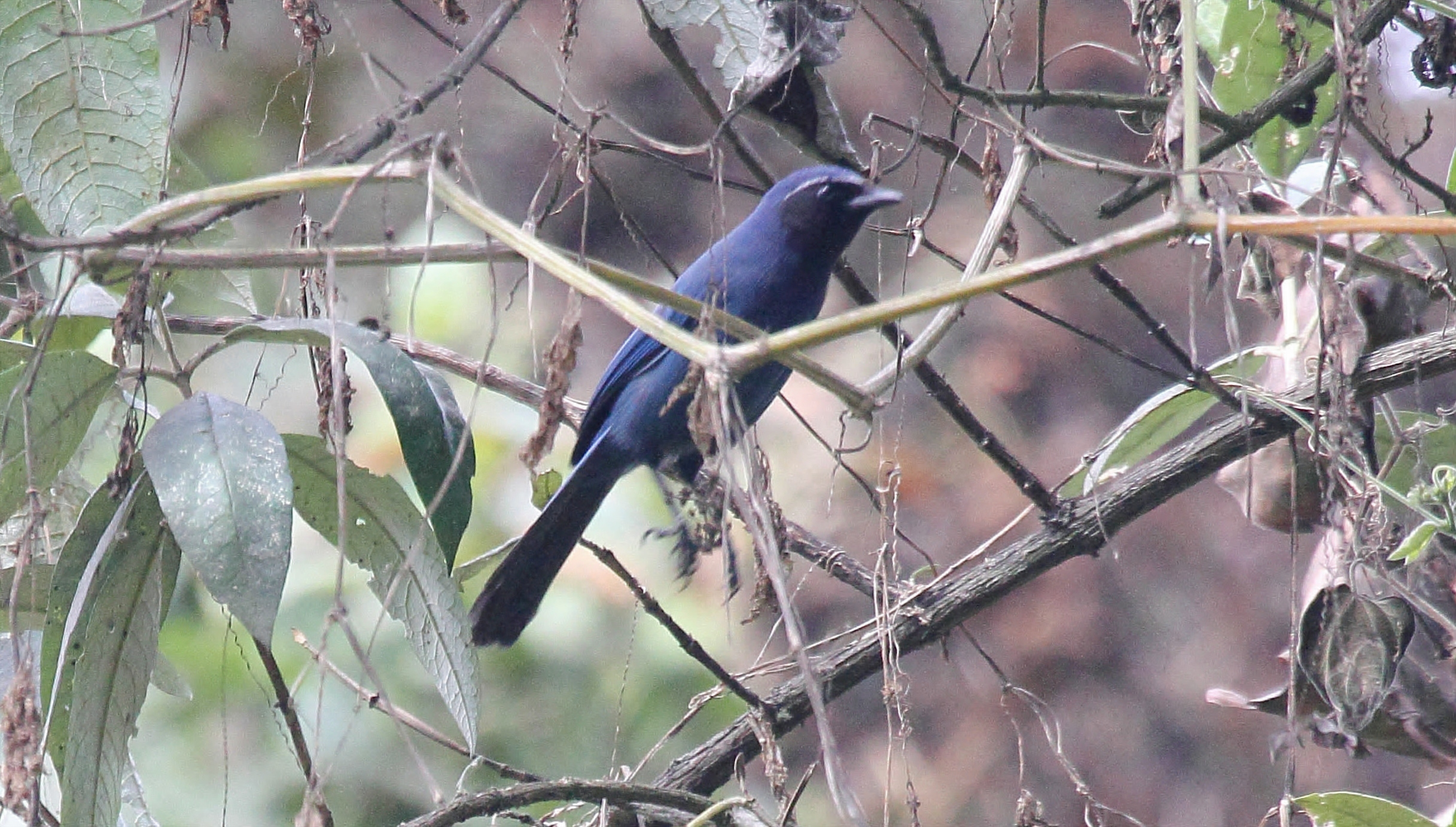
Esemplare in natura.

Si tratta di uccelli dall'aspetto tozzo e paffuto, muniti di grossa testa arrotondata dai grandi occhi, becco relativamente corto e conico dalla punta lievemente ricurva, ali digitate, coda piuttosto lunga e dall'estremità squadrata e zampe forti.
Il piumaggio è di colore blu cobalto uniforme su tutto il corpo, con tendenza ad opacizzarsi nell'area dorsale (vertice, nuca, dorso, ali, groppa e coda): la fronte, la faccia e la gola (come intuibile dal nome comune) sono di colore nero, sormontato superiormente da un orlo-sopracciglio di colore bianco.
Il becco e le zampe sono di colore nero, mentre gli occhi sono di colore bruno-rossiccio.

## Biologia
Si tratta di uccelli dalle abitudini di vita diurne, piuttosto schivi, che vivono da soli, in coppie o al più in gruppetti a base familiare, che passano la maggior parte della giornata fra i rami alti degli alberi e la canopia, dedicandosi perlopiù alla ricerca di cibo.
I richiami di questi uccelli, costituiti da fischi melodiosi alternati da aspri gracchi, ricordano curiosamente quelli della ghiandaia della Florida.

### Alimentazione
La ghiandaia golanera è un uccello onnivoro, che si nutre principalmente di insetti, invertebrati (soprattutto ragni) e larve (in particolare spesso li si può osservare mentre si cibano di grossi bruchi pelosi), nonché di bacche e frutta matura.

### Riproduzione
La riproduzione di questi uccelli è scarsamente documentata e virtualmente ignota, sebbene si ha motivo di credere che essa non differisca significativamente da quella di altre specie di corvidi: finora sono stati osservati un nido (a coppa, costruito con rametti e fibre vegetali sulla parte distale del ramo di un albero) e dei giovani in luglio-agosto, il che fa pensare che la stagione riproduttiva cominci in maggio.

## Distribuzione e habitat

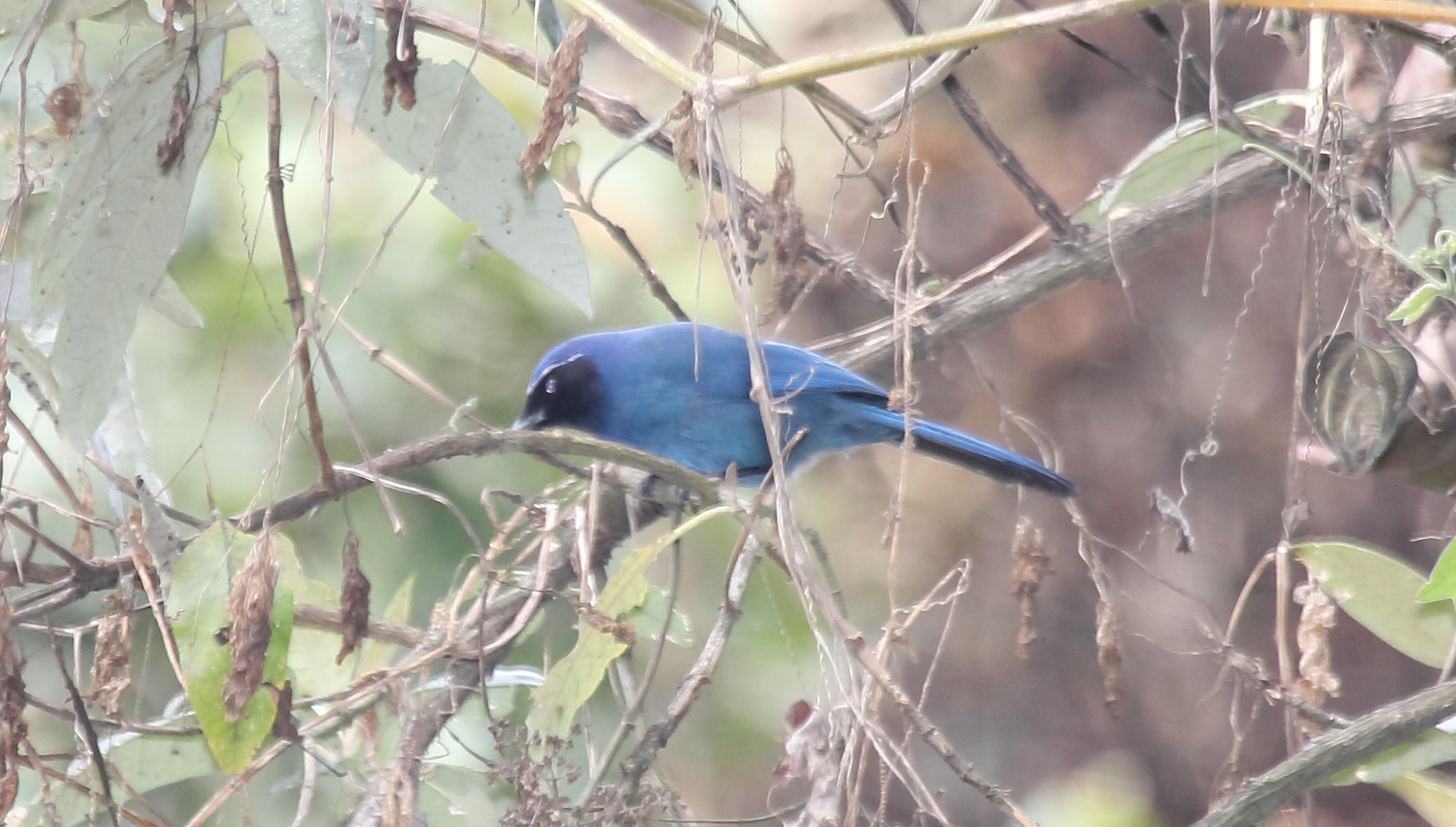
Esemplare in Guatemala.

La ghiandaia golanera è diffusa in America Centrale, della quale popola le aree montuose dell'estremità sud-orientale del Messico (Chiapas sud-orientale), del Guatemala centro-meridionale, dell'Honduras centrale e occidentale ed El Salvador settentrionale: alcuni avvistamenti di esemplari ascrivibili a questo specie sono stati fatti anche nel nord-ovest del Nicaragua.
L'habitat di questi uccelli è rappresentato dalla foresta nebulosa fra i 1200 ed i 3050 m di quota.